# Макс Ернст
Макс Ернст (Брил, 2. април 1891 — Париз, 1. април 1976) био је немачки дадаиста и надреалистички уметник.
Колажи Макса из 1919-1920, представљају битну фазу дадаистичке уметности. Самим карактером колажних елемената којима је био наклоњен, Ернст се приближио дескриптивнијем изражавању. Ови колажи учинили су да буде запажен од стране надреалиста, којима се 1922. придружује у Паризу.
Поред тога, на њега је утицала тродимензионална просторна перспектива и сањалачки илузионизам Ђорђа де Кирика, а прилагођавање његовом начину рада удаљило је Ернста од Арпових равних цртежа и обезбедило прелаз који је касније постао илузионистичка грана надреалистичког сликарства. Покушаји Арпа и Ернста да оду „иза сликарства“ - Арп са својим ниским, сликаним и машином резаним рељефима, а Ернст са својим колажима - не представљају толико дишановски покушај антиуметности, колико одговор на осећање да је карактер предратног сликарства био претерано херметички и естетски. Њихов рад је створио основу (заједно са сликарством де Кирика) за традицију сликарства-поезије која је преживела у дадаизму и надахнула четврт века надреализма.
Дао је надреализму поетски и технички допринос од прворазредног значаја. Под тим доприносом се најпре подразумевају платна рађена техником фротаже, стругања, техником декалкоманије као и роман-колажи.